# Chanu
Chanu är en kommun i departementet Orne i regionen Normandie i nordvästra Frankrike. Kommunen ligger i kantonen Tinchebray som tillhör arrondissementet Argentan. År 2022 hade Chanu 1 248 invånare.

## Befolkningsutveckling
Antalet invånare i kommunen Chanu
| Referens: INSEE |